# Cai Qi
Cai Qi (chiń. 蔡奇; pinyin Cài Qí) – chiński polityk, podczas 20. Zjazdu Partii stał się najwyższym rangą sekretarzem Sekretariatu Komunistycznej Partii Chin (KPCh), piątym najwyższym rangą członkiem Stałego Komitetu Biura Politycznego KPCh i dyrektorem Biura Prezydialnego KPCh, co czyni go de facto szefem sztabu Sekretarza Generalnego KPCh Xi Jinpinga.
Cai rozpoczął swoją karierę w prowincji Fujian. Pełnił kolejno funkcje burmistrza Sanming, burmistrza Quzhou, burmistrza Hangzhou i sekretarza komitetu KPCh w Taizhou i Zhejiang. Od 2010 roku pełnił funkcję wicegubernatora wykonawczego prowincji Zhejiang, a w 2014 roku został przeniesiony do Pekinu, gdzie objął stanowisko zastępcy dyrektora Biura Komisji Bezpieczeństwa Narodowego KPCh (odpowiednik ministra). W latach 2017–2022 był sekretarzem partii w Pekinie. Ze względu na bogate doświadczenie Caia zdobyte w prowincji Zhejiang, uważa się, że jest on politycznym sojusznikiem Xi Jinpinga.